# Список гонок категории 1.2 Европейского тура UCI 2025
Международный союз велосипедистов (UCI), руководящий орган в велосипедных гонках, классифицирует все гонки согласно рейтинговой шкале.
Европейский тур UCI 2025 имел в составе гонки следующих категорий:
- Многодневные гонки: 2.1, 2.2, 2.2U.
- Однодневные гонки: 1.1, 1.2, 1.2U.

## Обзор сезона
В календаре 2025 года насчитывалось 71 гонка категории 1.2.
Первой гонкой категории 1.2 в этом сезоне стала Clàssica Camp de Morvedre, которая вернулась в календарь после более чем 35-летнего перерыва.
| 24 янв | Классика Кампо-де-Морведре | 1.2 | Урко Берраде            | Николя Брейяр  | Sergio Geovani Chumil |
| 1 фев  | Гран-при Антальи           | 1.2 | Wan Abdul Rahman Hamdan | Ramazan Yilmaz | Эмре Каплан           |
| 8 фев  | Гран-при Аспендоса         | 1.2 | Жерар Ледесма           | Самет Булут    | Бенжами Прадес        |
| 5 мар  | Трофей Умага               | 1.2 | Matthias Schwarzbacher  | Филиппо Фортин | Тобиаш Полак          |
| 8 мар  | Стер ван Зволле            | 1.2 | отменено                |                |                       |
| 9 мар  | Пореч Трофи                | 1.2 | Маттео Милан            | Патрик Стош    | Пол Райт              |